# Esbjerg IK
Der Esbjerg Ishockey Klub ist ein dänischer Eishockeyclub aus Esbjerg. Der 1964 gegründete Verein gehört mit fünf dänischen Meistertiteln zu den erfolgreichsten des Landes. Seine Heimspiele trägt der Verein in der 1976 eröffneten Esbjerg Skøjtehal aus.

## Geschichte
Der Esbjerg IK in seiner jetzigen Form wurde am 4. November 1964 gegründet, jedoch existierte bereits zuvor eine Eishockeymannschaft unter diesem Namen in der Stadt. Mit fünf dänischen Meistertiteln und dem zehnfachen Erreichen der Vizemeisterschaft gehört der Klub zu den erfolgreichsten Dänemarks.
Der Esbjerg IK nahm mehrfach an europäischen Pokalwettbewerben teil. In der Saison 1969/70 scheiterte der Verein im Europapokal in der ersten Runde am EV Füssen aus Deutschland. Im gleichen Wettbewerb schied man in der Saison 1988/89 nach Niederlagen gegen den HK ZSKA Moskau, SC Dynamo Berlin und Újpesti TE als Gruppenletzter der Vorrundengruppe A aus. In den Jahren 1998 und 2005 trat Esbjerg im IIHF Continental Cup an, kam beide Male jedoch nicht über die Gruppenphase hinaus.
Im Anschluss an die Saison 2004/05 wurde die Profilizenz des Clubs vom Fußballclub Esbjerg fB übernommen, der somit sein Sportangebot erweitern konnte. Die neue Mannschaft trat anschließend unter dem Namen EfB Ishockey in der AL-Bank Ligaen an, während der Esbjerg IK nur noch über eine Jugend- und Amateurabteilung verfügt. Letztere gehört der zweiten Spielklasse Dänemarks, der 1. division, an.

## Erfolge
- Dänischer Meister (5): 1969, 1988, 1993, 1996, 2004
- Dänischer Vizemeister (9): 1963, 1965, 1968, 1972, 1986, 1992, 1994, 1995, 1997
- Dänischer Pokalsieger (3): 1989, 1992, 1993

## Europapokalspiele
| Wettbewerb                    | Runde               | Gegner                        | 1. Spiel | 2. Spiel |  |
| ----------------------------- | ------------------- | ----------------------------- | -------- | -------- |  |
|                               |                     |                               |          |          |  |
| Eishockey-Europapokal 1969/70 | 1. Runde            | EV Füssen                     | 1:6      | 2:9      |  |
|                               |                     |                               |          |          |  |
| Eishockey-Europapokal 1988/89 | Gruppe A            | Újpesti Dózsa SC Budapest     | 2:4      |          |  |
|                               |                     | SC Dynamo Berlin              | 3:8      |          |  |
|                               |                     | ZSKA Moskau                   | 1:21     |          |  |
|                               |                     |                               |          |          |  |
| Eishockey-Europapokal 1993    | Gruppe A 1. Runde   | CH Txuri Urdin                | 18:3     |          |  |
|                               |                     | Nijmegen Devils               | 7:4      |          |  |
|                               |                     | Valerenga IF                  | 4:8      |          |  |
|                               | Gruppe F Halbfinale | HC Devils Milano              | 1:11     |          |  |
|                               |                     | HC Sparta Prag                | 3:5      |          |  |
|                               |                     | Podhale Nowy Targ             | 4:4      |          |  |
|                               |                     |                               |          |          |  |
| IIHF Continental Cup 1997     | Gruppe G 2. Runde   | Nijmegen Tigers               | 6:7      |          |  |
|                               |                     | Trondheim Black Panthers      | 2:4      |          |  |
|                               |                     | Tilburg Trappers              | 3:3      |          |  |
|                               |                     |                               |          |          |  |
| IIHF Continental Cup 1998     | 1. Runde Gruppe A   | Lyon Hockey Club              | 3:5      |          |  |
|                               |                     | Frisk Asker                   | 0:5      |          |  |
|                               |                     | IHC Leuven                    | 18:0     |          |  |
|                               |                     |                               |          |          |  |
| IIHF Continental Cup 2004/05  | 2. Runde Gruppe E   | Dwory SSA Unia Oswiecim       | 1:2      |          |  |
|                               |                     | HK Sokol Kiew                 | 1:2      |          |  |
|                               |                     | SC Energija Elektrenai        | 5:3      |          |  |
|                               |                     |                               |          |          |  |
| IIHF Continental Cup 2005/06  | 2. Runde Gruppe D   | Coventry Blaze                | 2:2      |          |  |
|                               |                     | Brûleurs de Loups de Grenoble | 1:3      |          |  |
|                               |                     | Amstel Tijgers Amsterdam      | 3:3      |          |  |

## Bekannte Spieler
- Ismo Kuoppala
- Philip Larsen
- Evan Marble
- Timothy Regan
- Jukka Vilander